# Heliotropium parvifolium
Heliotropium parvifolium là loài thực vật có hoa trong họ Mồ hôi. Loài này được Edgew. mô tả khoa học đầu tiên năm 1847.